# جورجيوس فيرسيس
جورجيوس فيرسيس (مواليد 1894) هو مبارز بالسيف يوناني، مثّل بلاده في الألعاب الأولمبية الصيفية 1912.

## روابط رياضية
جورجيوس فيرسيس على موقع أوليمبيديا (الإنجليزية)